# Слівілешть
Слівілешть, Слівілешті (рум. Slivilești) — село у повіті Горж в Румунії. Входить до складу комуни Слівілешть.
Село розташоване на відстані 237 км на захід від Бухареста, 30 км на південь від Тиргу-Жіу, 73 км на північний захід від Крайови.

## Населення
За даними перепису населення 2002 року у селі проживали 682 особи, усі — румуни. Усі жителі села рідною мовою назвали румунську.